# حاجی بیگی
حاجی بیگی، روستایی از توابع بخش کر استان خراسان رضوی ایران است.

## جمعیت
این روستا در دهستان رقیچه قرار دارد و براساس سرشماری مرکز آمار ایران در سال ۱۳۸۵، جمعیت آن ۳۵۹ نفر (۱۰۶خانوار) بوده‌است.